# Aceria rhodiolae
Aceria rhodiolae är en spindeldjursart som först beskrevs av Giovanni Canestrini 1892.  Aceria rhodiolae ingår i släktet Aceria, och familjen Eriophyidae. Arten är reproducerande i Sverige.